# Uniwersytety w Hiszpanii
Uniwersytety w Hiszpanii – uczelnie o charakterze ogólnoakademickim w Hiszpanii.
W 2011 r. w Hiszpanii funkcjonowało 78 uniwersytetów (50 publicznych i 28 prywatnych). W roku akademickim 2009/2010 studiowało w nich 1.556.377 studentów, w tym 88,9% – w uczelniach publicznych. Najbardziej obleganym kierunkiem jest prawo i ekonomia (po 150 tys. studentów) a następnie psychologia, filologia i medycyna (ok. 30 tys. studentów). W 2011 r. w uniwersytetach zatrudniano 107.930 nauczycieli akademickich i pracowników naukowych (98.622 w uniwersytetach publicznych, natomiast 9.308 w prywatnych).

## Autonomia uniwersytetów
Konstytucja Hiszpanii uznaje autonomię uniwersytetów na zasadach określonych w ustawie oraz uznaje i poddaje ochronie wolność nauczania. Obecnie jest to ustawa nr 6/2001 z dnia 21 grudnia 2001 r. o uniwersytetach, która definiuje autonomię uniwersytetów jako prawo do: 
- uchwalenia statutu;
- wyboru, powoływania i odwoływania organów jednoosobowych i kolegialnych;
- tworzenia struktury organizacyjnej, która działa jako wsparcie dla prowadzonego kształcenia oraz badań naukowych;
- opracowania i wdrażania planów studiów i planów kształcenia przez całe życie oraz wyznaczania kierunków prowadzenia badań naukowych;
- swobodnego doboru nauczycieli akademickich, pracowników naukowych i administracyjnych;
- weryfikowania wiedzy i umiejętności studentów;
- wydawania dyplomów ukończenia studiów, potwierdzających uzyskanie tytułu zawodowego oraz świadectw ukończenia studiów doktoranckich;
- zatwierdzania budżetu i zarządzania majątkiem;
- ustalania i modyfikowania warunków studiowania, a także nawiązywania współpracy w celu promowania uniwersytetu i rozwoju jego celów instytucjonalnych.

Ustawa przyznaje uniwersytetom publicznym osobowość prawną oraz zapewnia im autonomię finansową. Stwierdza ponadto, iż „działalność uniwersytetów, jak również ich autonomia, opiera się na zasadzie wolności akademickiej, która przejawia się w wolności nauczania, nauki i studiowania”
Za elementy autonomii finansowej uniwersytetów w Hiszpanii należy uznać: zobowiązanie władz publicznych do zapewnienia uczelniom publicznym środków finansowych niezbędnych do wykonywania ich zadań, prawo prowadzenia działalności gospodarczej niezależnie od działalności edukacyjnej i naukowej, prawo przenoszenia niewykorzystanych środków publicznych na kolejny rok oraz prawo do zbywania aktywów.

## Organy
Do organów kolegialnych uniwersytetów hiszpańskich zaliczamy: radę społeczną, zgromadzenie uniwersyteckie, radę zarządzającą, radę doradczą, rady wydziałów oraz rady departamentów. Natomiast do organów jednoosobowych: rektora, jego zastępców, sekretarza generalnego, dyrektora uniwersytetu, dziekanów i ich zastępców oraz kierowników departamentów i instytutów.

## Struktura studiów
Struktura studiów oparta jest na trzech cyklach (Grado, Máster, Doctorado).

## Instytucje przedstawicielskie i kontrolne
Instytucjami przedstawicielskimi uniwersytetów są: Uniwersytecka Rada Koordynująca (Consejo de Coordinación Universitaria) oraz Konferencja Rektorów Uniwersytetów Hiszpańskich (Conferencia de Rectores de las Universidades Españolas). Organem właściwym w zakresie zewnętrznego zapewnienia jakości uniwersytetów jest Krajowa Agencja do spraw Zapewnienia Jakości i Akredytacji (Agencia Nacional de Evaluación de la Calidad y Acreditación).

## Lista uniwersytetów
Lista uniwersytetów w Hiszpanii według podziału administracyjnego Hiszpanii. 
(uniwersytety prywatne oznaczone są * a uniwersytety katolickie zaznaczone są †)
Andaluzja
- Universidad de Almería
- University of Cádiz
- Universidad de Córdoba
- University of Granada
- Universidad de Huelva
- Universidad Internacional de Andalucia
- University of Jaén
- Universidad de Málaga
- Universidad Pablo de Olavide
- University of Seville

Aragonia
- University of Zaragoza
- Universidad San Jorge

Asturia
- University of Oviedo

Baleary
- Universitat de les Illes Balears

Kraj Basków
- Universidad de Deusto * †
- Mondragón Unibersitatea *
- Universidad del País Vasco

Wyspy Kanaryjskie
- University of La Laguna
- Universidad de Las Palmas de Gran Canaria

Kantabria
- Universidad de Cantabria
- Universidad Internacional Menéndez Pelayo

La Mancha
- Universidad de Castilla-La Mancha

Kastylia-León
- Universidad de Burgos
- Universidad Católica de Ávila * †
- Universidad Europea Miguel de Cervantes *
- Universidad de León
- Universidad de Salamanca
- Universidad Pontificia de Salamanca * †
- Universidad SEK
- Universidad de Valladolid

Katalonia
- Universitat de Barcelona
- Universitat Abat Oliba * †
- Universitat Autònoma de Barcelona
- Universitat de Girona
- Universitat Internacional de Catalunya *
- Universitat de Lleida
- Universitat Politècnica de Catalunya
- Universitat Oberta de Catalunya
- Uniwersytet Pompeu Fabry
- Universitat Rovira i Virgili
- Universitat Ramon Llull *
- Universitat de Vic *

Estremadura
- Universidad de Extremadura

Galicia
- Universidade da Coruña
- Universidade de Santiago de Compostela
- Universidade de Vigo

La Rioja
- University of La Rioja

Madryt
- Schiller International University *
- Universidad de Alcalá
- Universidad Alfonso X El Sabio
- Universidad Autónoma de Madrid
- Universidad Antonio de Nebrija *
- Universidad Camilo José Cela
- Universidad Carlos III de Madrid
- Universidad Complutense de Madrid
- Universidad Complutense de Madrid-Centro Universitario Villanueva*
- Universidad Europea de Madrid*
- Universidad Francisco de Vitoria
- Universidad Politécnica de Madrid
- Universidad San Pablo
- Universidad Pontificia Comillas de Madrid * †
- Universidad Rey Juan Carlos

Murcja
- Universidad Católica San Antonio de Murcia * †
- Universidad Politécnica de Cartagena
- Universidad de Murcia

Nawarra
- Uniwersytet Nawarry (Universidad de Navarra) * †
- Universidad Pública de Navarra

Walencja
- Universitat d'Alacant
- Universidad Cardenal Herrera *
- Walencjański Katolicki Uniwersytet Santo Vincente †
- Universidad Internacional Menendez Pelayo
- Universitat Jaume I
- Universidad Miguel Hernández
- Universitat Politècnica de València
- Universitat de València

## UniwersytetyD-learning
- Universidad Nacional de Educación a Distancia
- Universitat Oberta de Catalunya